# Кардам
Вижте пояснителната страница за други личности с името Кардам.
Карда̀м е български владетел в периода 777 – 803 г. Смята се, че той е пряк приемник на хан Телериг, въпреки че за това има само един първоизточник – западния хронист Зигеберт.

## Управление
През април 791 г. византийският император Константин VI (780 – 797) потегля на поход срещу българите. Акцията цели да ги накаже заради проникването им по поречието на река Струма и изтребването на ромейските войски. Хан Кардам взема своевременни мерки и ги пресреща на тяхна територия – при градчето Проват край Адрианопол. Привечер двете войски влизат в сражение и ромеите отстъпват. Вечерта те напускат лагера си и избягват в Константинопол. Сражението няма решителен характер, въпреки че бойното поле остава в ръцете на Кардам.
През юли 792 г. Константин VI излиза от столицата и пристига с войските си край българо-византийската граница, където се заема с укрепяването на крепостта Маркели (при Карнобат). Българският хан Кардам се появява с войските си на 20 юли, като заема съседните височини. Времето минава в разузнаване и приготовления. „Въодушевен и убеден от лъжепророци, че победата ще бъде на негова страна“, императорът излиза от лагера и дава решително сражение на българите. Още при маневрирането той разстройва редиците си (напада безредно) и претърпява тежко поражение. Загиват много от военачалниците му, в това число и „лъжепророкът“ (астрономът Панкратий), който уверявал императора, че разположението на звездите му предвещава сигурен успех.
Хан Кардам празнува голяма победа – той пленява целия вражески обоз заедно с императорския шатър и цялата прислуга. Константин VI едва успява да се спаси и пристига като беглец в столицата. Последвали преговори, които завършват с подписването на мирен договор – императорът се задължава да плаща на българите ежегоден данък. През 796 г. Кардам изпраща послание на Константин VI, в което заявява: „Или ми плати данъка, или ще дойда до Златните врата и ще опустоша цяла Тракия.“ На това предизвикателство императорът отговаря с присъщата му самонадеяност, като изпраща на българския владетел конска тор вместо злато, придружена с думите: „Изпратих ти данък, какъвто ти подобава. Ти си стар и аз не искам да се мориш чак дотук. Аз ще дойда до Маркели и ти излез насреща, пък каквото Бог отсъди.“ В изявлението на императора имало повече поза, отколкото желание за решаваща битка – той не само не стига до Маркели, но бива принуден да се спре северно от Адрианопол, тъй като хан Кардам вече е разположил войските си в близките гори. В продължение на цели 17 дни императорът напразно призовава българския владетел на бой, „но той не се решава да излезе от укрепленията си“ – така поне твърди византийският хронист Теофан Изповедник. Думите му явно стоят далеч от истината. Чудно е наистина как цели 17 дни мечтаещият за реванш Константин VI не намира сгоден случай да придобие със силата на оръжието онова, което показва с надменните си слова. Вероятно през тези дни са водени преговори за мир – както свидетелстват последвалите събития, и те завършват с подновяването на договора от 792 г.
Повече сведения за живота на хан Кардам няма. Не са известни и обстоятелствата около неговата смърт, но дори и тя да е била насилствена, не бива да се поставя във връзка с интригите на Византия. Управлението му е забележително преди всичко с ликвидирането на междуособиците, умиротворяването на страната и извеждането на България от политическата ѝ немощ. Пак с неговото име трябва да се свърже и новия етап в българо-византийските отношения – през 90-те години на VIII век България минава в настъпление на юг от Стара планина. Тази активна външна политика осигурява не само толкова мечтания мир, но и възхода на България през следващото столетие.

### В литературата
В смятаната за съвременен фалшификат книга „Джагфар тарихъ“ съществува неясно сведение, че Кардам е чичо на Крум. Според това сведение Кардам умрял бездетен и Крум, който живеел в Панония, го наследил.

## Памет
На хан Кардам е наречена улица в квартал „Васил Левски“ в София (Карта).